# Tom Van de Weghe
Tom Van de Weghe (Gent, 14 januari 1975) is een Vlaams journalist en documentairemaker voor de Vlaamse openbare omroep VRT. Van 2007 tot 2012 was hij VRT-correspondent in China, van 2012 tot 2016 was hij VRT-correspondent in de Verenigde Staten. Sinds 2018 is hij voor VRT NWS expert Geopolitiek en Technologie.
Van de Weghe was een van de drie journalisten achter de veelbesproken Panorama-reportage "Getackeld door de Maffia" uit 2006 over het omkoop- en gokschandaal in het Belgisch voetbal en de Gokchinees. De reportage won de Dexia Persprijs, kreeg goud op het World Media Festival in Hamburg, werd genomineerd in de categorie "current affairs" op het prestigieuze Prix Europa-festival in Berlijn en greep net naast de Prix Italia 2007.
In 2017 werd Van de Weghe genomineerd voor de Belfius persprijs voor de Canvas-documentaire “De Chinezen komen”, over de groeiende invloed van China in België. In 2021 werd hij samen met journalist Luc Pauwels genomineerd met “De Grote Maskerade” voor de Belfius persprijs, een Pano-reportage over het aanvankelijk falende COVID-19-beleid van de Belgische en Vlaamse regeringen.
Hij schreef in het najaar van 2012 het boek "Beestig China" over zijn avonturen in China, uitgegeven bij uitgeverij Borgerhoff & Lamberigts. Samen met zijn echtgenote gaf hij in december 2012 ook het boek "Lekkel! Een culinair avontuur door Azië" uit (Davidsfonds Uitgeverij). In september 2016 verscheen "Tom in Alle Staten" bij Borgerhoff & Lamberigts over zijn rondreis door de VS. In dit boek verklaart hij de opkomst en mogelijke overwinning van Donald Trump.
In september 2023 begon hij voor VRT NWS met de maandelijkse podcast China voorbij de muur over de ontwikkelingen in China, samen met Veerle De Vos als co-host. Sinds januari 2024 is Van de Weghe curator van het Wintercircus in Gent, samen met onder meer Peter Hinssen.

## Biografie
Tom Van de Weghe is opgegroeid in Merelbeke en Laarne. Hij volgde Latijn-Grieks op het College van de paters jozefieten in Melle. Aan de Rijksuniversiteit Gent studeerde hij Slavische talen. In 1997 kreeg hij een studiebeurs van de Vlaamse Gemeenschap en behaalde hiermee een Master politieke wetenschappen aan de Comenius Universiteit in Bratislava, Slowakije. Nadien studeerde hij Media en Communicatie in Gent. Aan het Russisch Instituut behaalde hij de graad van Master in Ruslandkunde.
Van 1999 tot 2000 werkte hij als coördinator van Oost-Europa bij Volvo Action Service in Oostakker. In 2000 richtte hij SlavNet op, een internetforum voor mediagebruikers met interesse voor Oost-Europa en Rusland. Datzelfde jaar ging hij aan de slag bij de VRT als researcher voor De Zevende Dag. In 2001 werd hij journalist bij Terzake. Twee jaar later startte hij bij het Journaal. Hij maakte ook reportages voor Koppen en Panorama. Eind 2007 startte hij het Peking bureau op als eerste VRT-correspondent in China en het Verre Oosten.
Eind 2012 werd Van de Weghe correspondent in Washington, waar hij Greet De Keyser opvolgde. Stefan Blommaert volgde reeds in augustus 2012 Tom Van de Weghe op als correspondent in Peking. In 2015 besloot toenmalig hoofdredacteur van VRT Björn Soenens om beide correspondentenbureaus te sluiten. Van de Weghe werd in 2018 voor zijn journalistiek werk gelauwerd met een prestigieuze fellowship door Stanford University. Sindsdien is Van de Weghe voor VRT actief als expert Geopolitiek, met speciale aandacht voor technologische ontwikkelingen.

## Werk
Van de Weghe kwam tijdens zijn verblijf in China verschillende keren in het nieuws omdat hij verhinderd werd in zijn job als journalistiek verslaggever

### Opgepakt in Tibet
In maart 2008, kort na de rellen in Tibet, werd hij een tijdlang opgepakt niet ver van de grens met de Tibetaanse gebieden toen hij probeerde om er verslag uit te brengen. Hij werd op 12 juni 2008 een tijdlang vastgehouden door de Chinese politie toen hij een reportage wilden draaien in Sichuan. Deze zuidwestelijke Chinese provincie werd zwaar getroffen door de aardbeving van 12 mei 2008. Ouders protesteerden op straat omdat ze de overheid beschuldigden van corruptie bij de bouw van de scholen waarin hun kinderen zijn omgekomen. In een plenaire vergadering van het Belgische parlement (De Kamer) werd tegen de tijdelijke aanhouding van Van de Weghe zwaar protest aangetekend door verschillende parlementsleden waaronder Bruno Tuybens.
De Chinese overheid deed het incident achteraf af als 'noodzakelijk' voor de veiligheid van de verslaggevers vanwege de naschokken die nog steeds voelbaar waren op dat moment, dixit de persverantwoordelijke van de Chinese ambassade in België.

### Aanval in Henan
Op 27 november 2008 werd Van de Weghe samen met zijn cameraploeg aangevallen in de Centraal-Chinese provincie Henan. Hij was daar voor een reportage over aidspatiënten, naar aanleiding van Wereldaidsdag op 1 december. Van de Weghe werd eerder die dag gevolgd door twee geblindeerde wagens waarin volgens zijn lokale begeleiders ambtenaren en politieagenten zaten. Na een eerste incident waarbij een knokploeg de tape uit de camera in beslag nam, werd Van de Weghe op weg naar de luchthaven opnieuw tegengehouden door dezelfde mensen. Hij werd uit de wagen gesleurd en gemolesteerd. Ook zijn cameraman en vertaler kregen klappen. Er werden nog tapes in beslag genomen. Daarnaast werd ook geld en persoonlijke bezittingen meegenomen. Volgens lokale getuigen hadden dezelfde bendes eerder al de Chinese journalist en aidsactivist Li Dan aangevallen.
Toenmalig Belgisch minister van Buitenlandse Zaken Karel De Gucht tilde zwaar aan het incident en riep op 2 december de Chinese ambassadeur op het matje. Die beloofde een onderzoek, bevestigde de vrijheid van buitenlandse journalisten in China en gaf toe dat er lokale autoriteiten betrokken waren. Het onderzoek werd met aandacht gevolgd door de internationale journalistenverenigingen.
Het incident werd in verschillende Chinese media afgedaan als 'verzonnen'. Zowel China Daily als The Global Times brachten artikels op de voorpagina. Op 18 december 2008 was er een ontmoeting tussen Van de Weghe en de autoriteiten van Henan, in het bijzijn van een vertegenwoordiger van de Belgische ambassade. Daarbij werden de in beslag genomen tapes teruggegeven, met uitzondering van het beeldmateriaal waarop de daders te zien waren. Een week later volgde ook een schriftelijke verontschuldiging voor het geweld en een schadevergoeding.

### Jasmijnprotest
Na de oproep tot protest in China op 27 februari 2011, naar het voorbeeld van de volksprotesten in het Midden-Oosten, kreeg Van de Weghe van de Chinese politie het verbod om verslag uit te brengen in Wangfujing, de drukste winkelwandelstraat van Peking waar de protesten gepland waren. Verschillende cameraploegen, waaronder die van Bloomberg en BBC, werden met geweld geweerd. Samen met andere journalisten werd hij in de periode nadien geïntimideerd door huisbezoeken van de Chinese politie.

### Rellen Bangkok
Van de Weghe berichtte over grote gebeurtenissen in de rest van Azië. In mei 2010 bracht Tom Van de Weghe voor VRT verslag uit van de rellen in Bangkok tussen de zogenaamde Roodhemden en de Thaise militairen. Verschillende journalisten kwamen tijdens het geweld om, waaronder een cameraman van Reuters en een Italiaanse fotograaf.

### Tsunami Japan
Van de Weghe bracht ook verslag uit van de aardbeving en tsunami in Japan op 11 maart 2011. Hij berichtte ook over de kernramp in Fukushima maar moest met zijn ploeg het land verlaten eens het acute gevaar te groot werd.

## Gesloten gebieden
Tom Van de Weghe bracht als eerste Belgische journalist verslag uit vanuit geïsoleerde gebieden zoals Tibet, Noord-Korea en Myanmar. Deze gebieden zijn normaal ontoegankelijk voor buitenlandse media zoals VRT.
- In de zomer van 2010 kon Van de Weghe reportages draaien in Tibet. De reportagereeks werd in september 2010 uitgezonden in het Journaal en op Terzake.[8] De reeks schetst een onthutsend beeld over de toestand in Tibet, waar het Chinese leger nog steeds met strakke hand de Tibetanen onder controle probeert te houden. Tibetanen voelen zich gediscrimineerd, terwijl Han-Chinezen in Tibet komen geld verdienen met het ontginnen van de natuurlijke rijkdommen. De reeks werd ook op kritiek onthaald door verdedigers van de China-politiek in Tibet, onder meer door de Vereniging België China.[9]
- Op 9 oktober 2010 kon Van de Weghe samen met een groep buitenlandse journalisten Noord-Korea binnen naar aanleiding van de 65ste verjaardag van de Arbeiderspartij. Tijdens een groots opgezette militaire parade werd de opvolger van Kim Jong-il aan de wereld getoond, Kim Jong-un. Van de Weghe maakte reportages vanuit de Noord-Koreaanse hoofdstad Pyongyang waarin hij het leven schetst in het meest gesloten gebied ter wereld. Opmerkelijk volgens VRT was dat Van de Weghe verschillende dagen langer in het land kon blijven dan de andere buitenlandse journalisten.[10]
- In februari en maart 2012 kreeg Van de Weghe officiële toestemming van de regering van Myanmar om reportages te maken in het land waar het voordien enkel illegaal of undercover mogelijk was. Van de Weghe maakte een reportagereeks over de democratische hervormingen en de toestand van Myanmar na jarenlange internationale sancties. Hij kon als eerste Belgische journalist een interview strikken met de Birmaanse activiste en Nobelprijswinnares Aung San Suu Kyi, die tot november 2010 onder huisarrest stond.

## Amerikaanse presidentsverkiezingen
In 2012 bracht Van de Weghe als correspondent verslag uit van de presidentsverkiezingen tussen Barack Obama en Mitt Romney. Hij volgde voor VRT ook de verkiezingen in 2016 trok in het kielzog van de kandidaten Hillary Clinton en Donald Trump, die hij beide interviewde. In 2015 maakte hij een rondreis rond Amerika en verzamelde hij getuigenissen van Amerikanen die bereid waren om voor Trump te stemmen. Zijn ervaringen schreef hij neer in zijn boek 'Tom in Alles Staten' (publicatie september 2016). Op basis van de honderden interviews voorzag hij in dat boek de overwinning van Trump. In 2020 bracht hij als Amerikakenner verslag uit van de campagne van Joe Biden, die uiteindelijk de presidentsverkiezingen zou winnen. In 2024 volgde hij de verkiezingsrace vanuit de swingstate Pennsylvania, waar Donald Trump uiteindelijk de overwinning behaalde.

## Stanford University
In 2018 kreeg Van de Weghe de prestigieuze John S. Knight Journalism Fellowship van Stanford University. Als research fellow onderzocht hij de impact van kunstmatige intelligentie en deepfakes. Hij was de oprichter van Stanford Deepfake Research Team. In opdracht van de London School of Economics en Google ontwikkelde hij de cursus Machine Learning for Journalists. Bij zijn terugkeer naar VRT in 2020 legde hij zich toe op het onderzoeken van desinformatie en nepnieuws.

## Oorlog in Oekraïne
Begin februari 2022 werd Van de Weghe als VRT-expert Geopolitiek uitgestuurd naar Oekraïne om te berichten over de opgelopen spanningen met Rusland en een mogelijk nakende oorlog. Hij verbleef in Kiev tot 24 februari, de dag dat de oorlog uitbrak. Enkele weken later keerde hij terug, toen het Russische leger de belegering van Kiev en het noordoosten van Oekraïne had opgegeven. Van de Weghe maakte begin april 2022 als eerste Belgische journalist reportages van het achtergelaten front en berichtte uit zwaar geteisterde steden zoals Boetsja, Borodjanka en Tsjernihiv.